# Vlajka Turks a Caicos

Vlajka Turks a Caicos
Poměr stran: 1:2

Námořní vlajka Turks a Caicos
Poměr stran: 1:2

Vlajka Turks a Caicos, zámořského území Spojeného království, je tvořena britskou modrou státní námořní vlajkou (Blue Ensign) o poměru stran 1:2, s místním vlajkovým emblémem (anglicky badge) ve vlající části.
Je to štít ze znaku, na kterém jsou na žlutém poli vyobrazené tři nejdůležitější místní produkty: lastura, langusta a kaktus (rod Melocactus).
Vlajka byla přijata roku 1968. Do té doby byl emblém kulatý s vyobrazením námořní plachetnice.

## Galerie

Vlajka guvernéra Turks a Caicos Poměr stran: 1:2
Vlajka Turks a Caicos (1889–1968) Poměr stran: 1:2
Znak Turks a Caicos